# حادثه ناوگان آزادی غزه ۲۰۲۵
در بامداد روز ۲ مهٔ ۲۰۲۵، یکی از کشتی‌های ناوگان آزادی غزه که حامل ۱۶ تا ۳۰ فعال حقوق بشر بین‌المللی و کمک‌های بشردوستانه به مقصد نوار غزه بود، در آب‌های بین‌المللی در نزدیکی سواحل مالت هدف حمله پهپادی قرار گرفت. این حادثه در حدود ۱۴ تا ۱۷ مایل دریایی (۲۶ تا ۳۱ کیلومتر) دورتر از مالت و خارج از آب‌های سرزمینی آن رخ داده است. آنا میراندا پاث، نماینده اسپانیایی پارلمان اروپا، همراه با بسیاری دیگر، با محکومیت حمله به ناوگان آزادی، مسئولیت آن را متوجه اسرائیل دانست. پس از این حمله، حزب سبز مالت با انتشار بیانیه‌ای، حمله به کشتی کمک‌رسانی غزه را، حمله‌ای تروریستی از سوی اسرائیل نامید.
گرتا تونبرگ این حادثه را نمونه‌ای از بی‌توجهی به حقوق بین‌الملل و حقوق بشر توصیف کرد. او نگرانی خود را نسبت به امنیت افرادی که در این کشتی حضور داشتند ابراز داشت و به نزدیکی محل حمله ادعاشده به یکی از کشورهای عضو اتحادیه اروپا اشاره کرد. فعالان مستقر در مالت گزارش دادند که چندین روز تلاش کرده‌اند تا سوار این کشتی شوند، اما از سوی مقامات محلی مجوزی برای این کار دریافت نکرده بودند.